# Jelle Goselink
Jelle Goselink (Maarssenbroek, 31 juli 1999) is een Nederlands voetballer die als aanvaller speelt. In 2023 verruilde hij Helmond Sport voor Borneo FC.

## Carrière
Jelle Goselink begon zijn carrière in zijn geboorteplaats Maarssenbroek bij VV OSM '75. Hij speelde later in de jeugd van Almere City FC, waar hij sinds 2018 in het tweede elftal speelt. Met Jong Almere City promoveerde hij in het seizoen 2017/18 naar de Tweede divisie, waar hij het seizoen erna weer uit degradeerde. In het seizoen 2018/19 zat hij eenmaal op de bank van het eerste elftal van Almere, maar debuteerde het seizoen erna pas in de Eerste divisie. Dit was op 9 augustus 2019, in de met 1-1 gelijkgespeelde uitwedstrijd tegen Roda JC Kerkrade. In het seizoen 2020/21 werd hij verhuurd aan Helmond Sport, wat hem hierna definitief overnam.
In 2023 werd zijn contract dat liep tot 30 juni 2023 vroegtijdig ontbonden zodat Goselink gemakkelijk de overstap kon maken naar het Indonesische Borneo FC. In november 2023 werd hij verhuurd aan Phnom Penh Crown in Cambodja.

## Clubstatistieken

#### Beloften
| Seizoen                       | Club                | Land            | Competitie        | Competitie | Competitie | Overig | Overig | Totaal | Totaal |
| Seizoen                       | Club                | Land            | Competitie        | Wed.       | Dlp.       | Wed.   | Dlp.   | Wed.   | Dlp.   |
| ----------------------------- | ------------------- | --------------- | ----------------- | ---------- | ---------- | ------ | ------ | ------ | ------ |
| 2017/18                       | Jong Almere City FC | Nederland       | Derde divisie za. | 8          | 3          | 3      | 1      | 11     | 4      |
| 2018/19                       | Jong Almere City FC | Nederland       | Tweede divisie    | 34         | 9          | –      | –      | 34     | 9      |
| 2019/20                       | Jong Almere City FC | Nederland       | Derde divisie za. | 8          | 3          | –      | –      | 8      | 3      |
| Totaal beloften               | Totaal beloften     | Totaal beloften | Totaal beloften   | 50         | 15         | 3      | 1      | 53     | 16     |
| Bijgewerkt op 31 oktober 2021 |                     |                 |                   |            |            |        |        |        |        |

#### Senioren
| Seizoen                   | Club            | Land            | Competitie      | Competitie | Competitie | Beker | Beker | Overig | Overig | Totaal | Totaal |
| Seizoen                   | Club            | Land            | Competitie      | Wed.       | Dlp.       | Wed.  | Dlp.  | Wed.   | Dlp.   | Wed.   | Dlp.   |
| ------------------------- | --------------- | --------------- | --------------- | ---------- | ---------- | ----- | ----- | ------ | ------ | ------ | ------ |
| 2018/19                   | Almere City FC  | Nederland       | Eerste divisie  | 0          | 0          | 0     | 0     | 0      | 0      | 0      | 0      |
| 2019/20                   | Almere City FC  | Nederland       | Eerste divisie  | 6          | 0          | 0     | 0     | –      | –      | 6      | 0      |
| 2020/21                   | Almere City FC  | Nederland       | Eerste divisie  | 1          | 0          | 0     | 0     | –      | –      | 1      | 0      |
| 2020/21                   | → Helmond Sport | Nederland       | Eerste divisie  | 33         | 8          | 1     | 0     | –      | –      | 34     | 8      |
| 2021/22                   | Helmond Sport   | Nederland       | Eerste divisie  | 29         | 5          | 1     | 0     | –      | –      | 30     | 3      |
| 2022/23                   | Helmond Sport   | Nederland       | Eerste divisie  | 25         | 4          | 0     | 0     | –      | –      | 25     | 4      |
| 2023/24                   | Borneo FC       | Indonesië       | Liga 1          | 0          | 0          | 0     | 0     | 0      | 0      | 0      | 0      |
| Totaal senioren           | Totaal senioren | Totaal senioren | Totaal senioren | 94         | 17         | 2     | 0     | 0      | 0      | 96     | 17     |
| Carrièretotaal            | Carrièretotaal  | Carrièretotaal  | Carrièretotaal  | 144        | 32         | 2     | 0     | 3      | 1      | 146    | 33     |
| Bijgewerkt op 9 juni 2023 |                 |                 |                 |            |            |       |       |        |        |        |        |